# یواس‌اس ترسل (ای‌ام-۳۸۶)
یواس‌اس ترسل (ای‌ام-۳۸۶) (به انگلیسی: USS Tercel (AM-386)) یک کشتی بود که طول آن ۲۲۱ فوت ۳ اینچ (۶۷٫۴۴ متر) بود. این کشتی در سال ۱۹۴۴ ساخته شد.